# Абаклия
Абаклия (рум. Abaclia) — село в Бессарабском районе Молдавии. Относится к сёлам, не образующим коммуну.

## География
Село Абаклия расположено у молдавско-украинской границы севернее города Бессарабка. Вблизи села расположена железнодорожная станция Абаклия. Через село протекает река Когыльник. Высота населённого пункта — 59 метров над уровнем моря.

## История
Основанное во второй половине XVII века поселение Абаклия упоминается в официальных документах только в 1817 году под названием Абаклыджаба. Нынешнее название село носит с 1918 года.
Старое название населенного пункта татарского происхождения и переводится как "суконная фабрика", в других источниках переводится как "длинная долина". Вероятно, речь идёт о занятии местных жителей. Ежегодно на местном рынке продавалось большое количество шерстяного сукна.
В 1860 году было зарегистрировано 190 домохозяйств и 2028 жителей, согласно данным Географическо-статистического словаря Российской империи, изданного в 1863 году в Санкт-Петербурге: "Абаклыджаба, село (каз.), Бессарабской об., Бендерскаго у., въ 70 вер. къ ю.-з. отъ Бендеръ, при руч. Когильникѣ. Жит. 2,028 д. об. п. (1860). Двор. 190, сельское уч."
В 1875 году в селе насчитывалось 281 домохозяйство. Крестьяне в основном занимались сельским хозяйством.
В 1940 году в Абаклии проживало 3800 жителей. В советское время в селе был построен винный завод, птицефабрика, хозяйственные мастерские, детские сады и магазины.

## Население
По данным переписи населения 2004 года, в селе Абаклия проживает 5519 человек (2677 мужчин, 2842 женщины).
Этнический состав села:
| Национальность | Число жителей | Процентный состав |
| -------------- | ------------- | ----------------- |
| молдаване      | 5386          | 97.59             |
| русские        | 48            | 0.87              |
| румыны         | 25            | 0.45              |
| гагаузы        | 24            | 0.43              |
| украинцы       | 21            | 0.38              |
| болгары        | 10            | 0.18              |
| цыгане         | 3             | 0.05              |
| прочие         | 2             | 0.04              |
| Всего          | 5519          | 100 %             |

## Достопримечательности
- Храм архангелов Михаила и Гавриила, построенный в конце XIX века[11].
- Памятник павшим в Великой Отечественной войне[12].